# Psalmopoeus
Psalmopoeus — рід павуків родини птахоїдів (Theraphosidae). Включає 13 видів.

## Поширення
рід поширений в Центральній і Південній Америці від півдня Мексики до Еквадору та Бразилії.

## Опис
Види цього роду можна відрізнити від усіх інших за ліроподібним органом у пролатеральних верхніх щелепах, що складається з єдиного ряду густих волосоподібних щетинок. Вони також мають волоски на основі хеліцер, також мають короткі волоски на ретролатеральній стороні вертела педіпальпи та стегнової кістки.

## Отрута
Вважається, що ці види є відносно отруйними, і дослідження отрути P. cambridgei показують, що вона схожа на капсаїцин, молекулу, яка надає пекучості перцю чилі. Ці молекули активують сенсорні клітини, щоб посилати сигнали болю в мозок.

## Види
- Psalmopoeus cambridgei Pocock, 1895
- Psalmopoeus chronoarachne Peñaherrera-R. & León-E., 2023
- Psalmopoeus ecclesiasticus Pocock, 1903
- Psalmopoeus emeraldus Pocock, 1903
- Psalmopoeus irminia Saager, 1994
- Psalmopoeus langenbucheri Schmidt, Bullmer & Thierer-Lutz, 2006
- Psalmopoeus maya Witt, 1996
- Psalmopoeus plantaris Pocock, 1903
- Psalmopoeus pristirana Dupérré & Tapia, 2024
- Psalmopoeus pulcher Petrunkevitch, 1925
- Psalmopoeus reduncus (Karsch, 1880)
- Psalmopoeus satanas Peñaherrera-R. & León-E., 2023
- Psalmopoeus victori Mendoza, 2014